# Järna finnmark
Järna finnmark är ett finnskogsområde i Järna socken i Övre Dalarna i Vansbro kommun. Järna finnmark gränsar till Äppelbo finnmark i väster och Nås finnmark i öster. Här återfinns bland annat Vakerskogen och Örskogen.